# Major League Soccer de 2004

## Conferência leste
| Place | Team                   | P | W | L | T | GF | GA | GD | Points |
| ----- | ---------------------- | - | - | - | - | -- | -- | -- | ------ |
| 1     | Columbus Crew          |   |   |   |   |    |    |    |        |
| 2     | DC United              |   |   |   |   |    |    |    |        |
| 3     | New York Metrostars    |   |   |   |   |    |    |    |        |
| 4     | New England Revolution |   |   |   |   |    |    |    |        |
| 5     | Chicago Fire           |   |   |   |   |    |    |    |        |

### Playoffs

#### Semi finais
- New England Revolution 1–0 Columbus Crew
- Columbus Crew 1–1 New England Revolution

- New York Metrostars 0–2 DC United
- DC United 2–0 New York Metrostars

#### Final
- DC United 3–3 (4-3 PKs) New England Revolution

## Conferência oeste
| Place | Team                 | P | W | L | T | GF | GA | GD | Points |
| ----- | -------------------- | - | - | - | - | -- | -- | -- | ------ |
| 1     | Kansas City Wizards  |   |   |   |   |    |    |    |        |
| 2     | Los Angeles Galaxy   |   |   |   |   |    |    |    |        |
| 3     | Colorado Rapids      |   |   |   |   |    |    |    |        |
| 4     | San Jose Earthquakes |   |   |   |   |    |    |    |        |
| 5     | Dallas Burn          |   |   |   |   |    |    |    |        |

### Playoffs

#### Semi finais
- San Jose Earthquakes 2–0 Kansas City Wizards
- Kansas City Wizards 3–0 San Jose Earthquakes

- Colorado Rapids 1–0 Los Angeles Galaxy
- Los Angeles Galaxy 2–0 Colorado Rapids

#### Final
- Kansas City Wizards 2–0 Los Angeles Galaxy

## MLS Cup
- DC United 3-2 Kansas City Wizards